# Ivan Čović
Ivan Čović (Zagabria, 17 settembre 1990) è un calciatore croato, portiere dello Slaven Belupo.

## Carriera
Il 31 agosto 2014 viene acquistato a titolo definitivo dalla squadra croata dell'Inter Zaprešić.